# Bremia (svampsläkte)
Bremia är ett släkte av algsvampar med arterna Bremia lactucae och Bremia graminicola.
Bremia spelar en stor ekonomisk roll som bladmögel på sallad och angriper även ett stort antal andra såväl vildväxande som odlade växter tillhörande de korgblommiga växterna.